# Edling, Kappel am Krappfeld
Edling je naselje v Občini Kappel am Krappfeld v Okraju Šentvid ob Glini na Koroškem v Avstriji.